# Giáo hoàng Lêô I
Giáo hoàng Lêôn I hay Lêôn Cả (Latinh: Leo I) là giáo hoàng thứ 45 của Giáo hội Công giáo Rôma, kế vị giáo hoàng Xíttô III. Ông là một trong những vị Giáo hoàng có ảnh hưởng lớn trong lịch sử của Giáo hội Công giáo. Cùng với giáo hoàng Ghêgôriô Nhất Thế, ông được lịch sử gọi là Đức Giáo hoàng "Cả". Ông cũng được tôn phong là Thánh và là tiến sĩ Hội thánh.
Theo niên giám Tòa Thánh năm 1806 thì ông lên ngôi vào năm 440 và ở ngôi trong 21 năm, 1 tháng và 4 ngày. Niên giám tòa thánh năm 2003 xác định triều đại của ông kéo dài từ ngày 29 tháng 9 năm 440 cho tới ngày 10 tháng 11 năm 461.
Ông được đánh giá là một kiểu mẫu Giáo hoàng lý tưởng cho những thế kỷ kế tiếp của Rôma. Ông thành công trong việc ngăn chặn vua của người Hung là Attila, nhưng thất bại đối với Vandals Gaiseric, bộ lạc này đã xâm lăng và cướp phá thủ đô Rôma vào tháng 6, họ chỉ miễn trừ các Đền Thánh. Giáo hoàng Lêôn đã không làm được gì ngoại trừ việc tái thiết thành phố của mình từ đống gạch vụn đổ nát.

## Trước khi trở thành giáo hoàng
Theo Liper Pontificalis thì Lêôn I được sinh ra tại Tuscany, nước Ý, không rõ ngày tháng. Có lẽ ông sinh vào khoảng năm 400. Ông tới Rôma từ rất sớm và gọi đây là "Tổ Quốc của ta". Leo I đã sớm gia nhập hàng giáo sĩ đã tạo được uy tín rất nhanh. Khi còn là thầy "cầm đèn" (Trợ Đăng), ông đã được Sixtô III – vị Giáo hoàng tương lai, trao phó một sứ mạng tin cẩn bên cạnh thánh Âu Tinh. Vào năm 430, ông là phó tế của Giáo hội Rôma dưới thời giáo hoàng Celestine (422-432), cùng với thời gian, ông có được một vị trí quan trọng trong Giáo hội này.
Ông nổi tiếng đến nỗi tu sĩ Cassianô thành Marseille gọi là "món trang sức của Giáo hội Rôma và của thừa tác vụ thánh", nhiều nhân vật hàng đầu vẫn đều đặn thư từ với ông. Chính ông là người đã báo động với giáo quyền chống lại tư tưởng của Giulianô thành Eclanô, nối tiếp bè rối Pêlagiô. Dưới thời Giáo hoàng Sixto III (432-440), vào năm 440 phó tế Lêôn được hoàng đế Tây La Mã là Galla Placidia cử sang xứ Gaule (sau là Pháp) để giải hòa giữa thái công Êtiô và tư lệnh vệ binh Albinô.

## Nhiệm kỳ giáo hoàng
Mùa hè năm 440, Giáo hoàng Sixtô III qua đời, đã muốn Lêô là người kế vị. Ông được giáo sĩ và dân chúng bầu làm Giáo hoàng mới. Tin này đến với Lêô khi ông đã hoàn tất sứ mạng hoà bình ở xứ Gaule. Trở lại Rôma, vị tân Giáo hoàng được tấn phong ngày 29 tháng 9 năm 440.
Trước trách nhiệm chất đầy, ông đã sợ:
| “                  | Lạy Chúa, có sự cân xứng nào giữa gánh nặng Chúa trao và sự yếu hèn của con, giữa sự cất nhắc và sự hư không của con? | ” |
| — Giáo hoàng Lêô I | |   |

Và tiếp:
| “                  | Chúa đã đặt gánh nặng cho con, xin Chúa gánh với con, xin Chúa hãy là người hướng dẫn và nâng đỡ con. | ” |
| — Giáo hoàng Lêô I | |   |

Giáo hoàng Lêô I được một vài sử gia gọi là Giáo hoàng đầu tiên. Trong nhiệm kỳ của ông đế quốc Đông La Mã bị xâu xé bởi những cuộc tranh chấp, hoàng đế Thêôđôsô III bảo vệ lạc giáo; đế quốc Tây La Mã ở dưới quyền những hoàng đế nhu nhược: Valentinianô III chỉ là một thanh niên 20 tuổi, chỉ có sức mạnh để hưởng lạc, việc triều chính trao vào tay mẹ là Galla Placidia, là người có phẩm chất trang nghiêm của một vị lãnh đạo nhưng lại có thần kinh bất ổn của một người đàn bà, và để đương đầu với sự xâm nhập của bên ngoài, đế quốc chỉ trông vào nghị lực của danh tướng Flavius Aetius.

### Quyển gửi Phavianô
Trong triều đại của mình, Giáo hoàng Lêô I đã kiên trì chống bè Pelagian, Manichae và các bè rối khác, ngoài ra ông cũng áp đặt các quy luật để duy trì sự chân thực của đức tin Kitô Giáo. Năm 445, hoàng đế Valentinianô III đã chuyển nhượng cho Giáo hoàng quyền gọi lên Rôma "bất kỳ vụ kiện nào ngàu nghĩ là thích hợp" (Cod. Theod, Novell, tit. 24, De episcoporum ordin).
Giáo hoàng đã có hành động dứt khoát trong cuộc tranh cãi về kitô học do Eutykes nhen nhúm ở Đông phương. Eutykes (378-454) là một đan viện phụ ở Constantinopolis, cho rằng nơi Đức Kitô, Thiên Tính bao trùm nhân tính đến độ chỉ còn thiên tính (lạc thuyết Monophysis). Song người lãnh đạo lại là Dioscorus, giáo chủ Alexandria. Ban đầu chỉ là một cao trào nhằm tiêu diệt mọi vết tích của lạc thuyết Nestorius, bằng việc cách chứng nhiều Giám mục Syria có cảm tình với công đồng Epheso lên án.
Nhưng đến khi Eutykes bị Giám mục Constantinopolis là Flavianô phạt vạ tuyệt thông và thông báo vấn đề cho Giáo hoàng Lêô I, Giáo hoàng đã viết một tông thư về tín lý–sau nổi tiếng dưới nhan đề Quyển gửi Phavianô, bức thư được công bố ngày 13 tháng 6 năm 449 trong đó ông trình bày giáo lý Công giáo về Chúa Giêsu: trong Chúa Giêsu có một ngôi vị, nhưng, trong ngôi vị duy nhất ấy, có hai bản tính, thiên tính và nhân tính. "Cũng trái với đức tin Công giáo như vậy nữa khi đặt ra vấn đề phân chia giữa tác động cứu độ của Lời với tác động cứu độ của Lời hóa thân làm người. Qua việc nhập thể, tất cả mọi tác động cứu độ của Lời Thiên Chúa luôn luôn được thực hiện trong mối hiệp nhất với bản tính loài người được Người mặc lấy vì phần rỗi của tất cả mọi người. Chủ thể duy nhất tác hành nơi cả hai bản tính, bản tính nhân loại và bản tính thần linh, là ngôi vị duy nhất của Lời" (Thánh Lêô Cả, Tomus ad Flavianum: DS 294).
Trong một lá thư gửi cho hoàng đế Leo I ông cũng khẳng định: "Bởi thế, thuyết qui hoạt động cứu độ cho Lời theo thần tính của Người sau khi nhập thể như vậy, một hoạt động cứu độ được thực hiện 'thêm vào' hay 'ở ngoài' nhân tính của Chúa Kitô, không hợp với đức tin Công giáo (Thư gửi Hoàng Đế Lêô I Promisisse me memini: DS 318 '... in tantam unitatem ab ipso conceptu Birginis deitate et humanitate conserta, ut nec sine homine divina, nec sine Deo agerentur humana'. Cũng x DS 317)". Giáo hoàng Lêô I cũng y nhận vạ tuyệt thông Eutykes khiến vấn đề trở thành lớn. Hoàng đế Theodosius II và Dioscorus đứng về phía Eutykes. Eutykes cũng nại sang tòa thánh.

### Hội nghị Epheso
Năm 449, hoàng đế Theodosius II mời tất cả những Giám mục ủng hộ vị này về dự hội nghị Epheso. Giáo hoàng Lêô I có cử ba đại diện đến dự và gửi thư tỏ lập trường. Bức thư của ông gửi cho Giám mục Flavianô ở Constantinopolis, để trình bày giáo lý hai bản tính, nhân tính và thiên tính trong một ngôi vị là Chúa Giêsu. Nhưng vị Giám mục chủ tọa là Dioscorus, bạn Eutykes, không cho đọc lá thư đó. Nhóm Eutykes chỉ phải ký nhận Kinh Tin Kính Nicea.
Ngược lại, Giám mục nào nói Chúa Giêsu hai bản tính thì đều bị truất chức. Quân lính triều đình được mời đến để "đánh chết những kẻ phân biệt hai bản tính". Thánh Flavianô bị đánh trọng thương rồi chết. Giám mục Theodoret báo tin cho Rôma và Giáo hoàng Lêô triệu tập một công đồng ở Rôma luận phi công đồng 449, mà lịch sử gọi là "mẻ cướp Epheso" (Latrocinium Ephesinum) (Jugie: Eutychès và Monophysisme trong: Dict. de Théol. Cath – Mansi, Q.VI, 529-1102 và VIII, 1-654). Thế nhưng học thuyết Eutykes được công khai tuyên truyền cho đến hoàng đế qua đời.

### Cộng đồng Cacledonia
Theodosius II qua đời vào năm sau. Marcianus (450-457) lên thay, và đứng về phía La Mã. Hoàng đế yêu cầu Giáo hoàng đến chủ tọa công đồng. Nhưng Giáo hoàng Lêo I không thể đi được vì Hung Nô đã xâm lăng đất Ý. Năm 451, một công đồng được họp tại Chalvédonie với sự tham gia của 630 Giám mục. Giáo hoàng cử 5 đại diện: 3 Giám mục và 2 linh mục đến công đồng mang theo thư của ông. Giám mục Dioscorus cũng đến và đề nghị kết án tuyệt thông đức Lêô nhưng không được ai hưởng ứng. Một tháng sau, công đồng di chuyển sang Cacledonia. Một trong những việc thứ nhất của công đồng là xét lại "mẻ cướp Epheso". Dioscorus bị tố cáo về tội lộng hành, bị cách chức và lưu đày. Thánh Flavianô được phục hồi.
Sang phần giáo lý, bản tuyên xưng đức tin của Nicea và bức thư của Giáo hoàng Lêô được đem ra đọc. Trong đó, ông viết: " Chúng tôi tuyên xưng có một Chúa Giê-su Ki-tô, Con một Thiên Chúa, Đấng chúng tôi nhìn nhận có hai bản tính: Thiên tính và Nhân tính mà giữa hai bản tính này không hề có sự lẫn lộn, biến đổi, phân chia hay lìa nhau (in duabus naturis inconfuse, immutabiliter, indivise, inseparabiliter agnoscendum). Sự khác biệt giữa hai bản tính không hề bị mất đi bởi sự kết hiệp, trái lại, các đặc tính của mỗi bản tính này còn y nguyên trong một Ngôi vị duy nhất". Hai bản văn vừa đọc xong, toàn thể nghị phụ đồng thanh hô " Đó là đức tin của các tông đồ. Chúng tôi đều tin như vậy, Phê-rô đã nói qua miệng Lêô" (Petrus locutus est per Leonem). Một trong các đặc sứ của Piô I đã ra lệnh hoan hô ông là "Tổng Giám mục tất cả các Giáo hội".
Tuy nhiên, nhiều Giám mục Hy Lạp, Syria, Ai Cập đã không chịu ký nhận công thức do Công đồng Calcedonia đã soạn theo tinh thần của Giáo hoàng Lêô: "Chúng tôi đồng thanh dạy rằng: Ngôi con, tức Đấng Giê-su Ki-tô Chúa chúng ta, có trọn vẹn Thiên tính và trọn vẹn Nhân tính, là Thiên Chúa thật và là người thật, đồng bản tính với Đức Chúa Cha về Thiên tính và đồng bản tính với chúng ta về nhân tính; sinh bởi Đức Chúa Cha từ trước vô cùng về Thiên tính và về nhân tính đã sinh ra trong thời gian qua vì chúng ta bởi trinh nữ Maria, Mẹ Thiên Chúa, cùng là một Đấng Ki-tô, Ngôi Con, Chúa chúng ta, được sinh ra với hai bản tính, không lẫn lộn, không biến đổi, không phân chia, không lìa nhau... trong một ngôi vị duy nhất". (Mansi, Q.VII, 116). Các Giám mục này cho rằng nếu chấp nhận công thức Calcedonia, tức là đi ngược với công đồng Epheso (431) và không thể dung hòa được với giáo lý của thánh Cyrillô.
Trong công đồng Calcedonia (451) cũng đã biểu quyết điều XXVIII có nội dung như sau: "Vì vấn đề tôn giáo của một đô thị liên quan đến chính trị, nên mong rằng: "Tòa thánh Rôma mới (Constantinopolis) có đầy đủ mọi quyền hành về tôn giáo như Rôma, tuy nhiên vẫn phải đứng "hàng nhì" sau Rôma". "các quyền đã được gán cho toà Rôma cũ một cách công bình, bởi vì thành này đã là thành của Hoàng Đế, cũng vậy các đặc ân ấy cũng được gán cho Rôma mới, được tôn vinh vì sự hiện diện của Hoàng Đế và nghị viện". Đồng thời họ cũng nâng Constantinopolis lên hàng toà Tổng Giám mục có quyền tài phán trên các xứ Pôntô, Á, Thracia, nghĩa là biến Byzancia thành 1 toà giáo chủ, toà thượng phụ.
Các đặc sứ Giáo hoàng Lêô I cực lực phản đối nhưng vô ích. Các ông chỉ còn cách yêu cầu ghi những lời phản kháng đó vào biên bản. Điều này được hoàng đế Justinianus II (685-711) lập lại và khai thác nhân công đồng Trullo (691-692). Giáo hoàng Lêô I khi vừa hay tin về các việc đã xảy ra liền viết cho vợ chồng Marcianô và Pulchêria một bức thư, trong đó ông nói về "khuynh hướng thiếu khôn ngoan", trái ngược với sự hiệp nhất Kitô giáo và với sự bình an của Giáo hội. Nhưng không bao giờ ông nhận được thư trả lời. Chính lúc đó Giáo hoàng Lêô đã lập tại Constantinopolis một đặc sứ thường trực, và người trao cho Giám mục Giulianô thành Cos: Đó là Toà Sứ Thần Toà Thánh đầu tiên.

## Can thiệp trước những cuộc xâm lăng nước Ý
Trong sự tan vỡ của Đế quốc Tây La Mã, uy tín của Giáo hoàng Lêô I đã thể hiện trong những cuộc can thiệp trước các cuộc xâm lăng nước Ý. Ông thường được coi là "giáo hoàng hòa bình".

### Ngăn chặn Attila

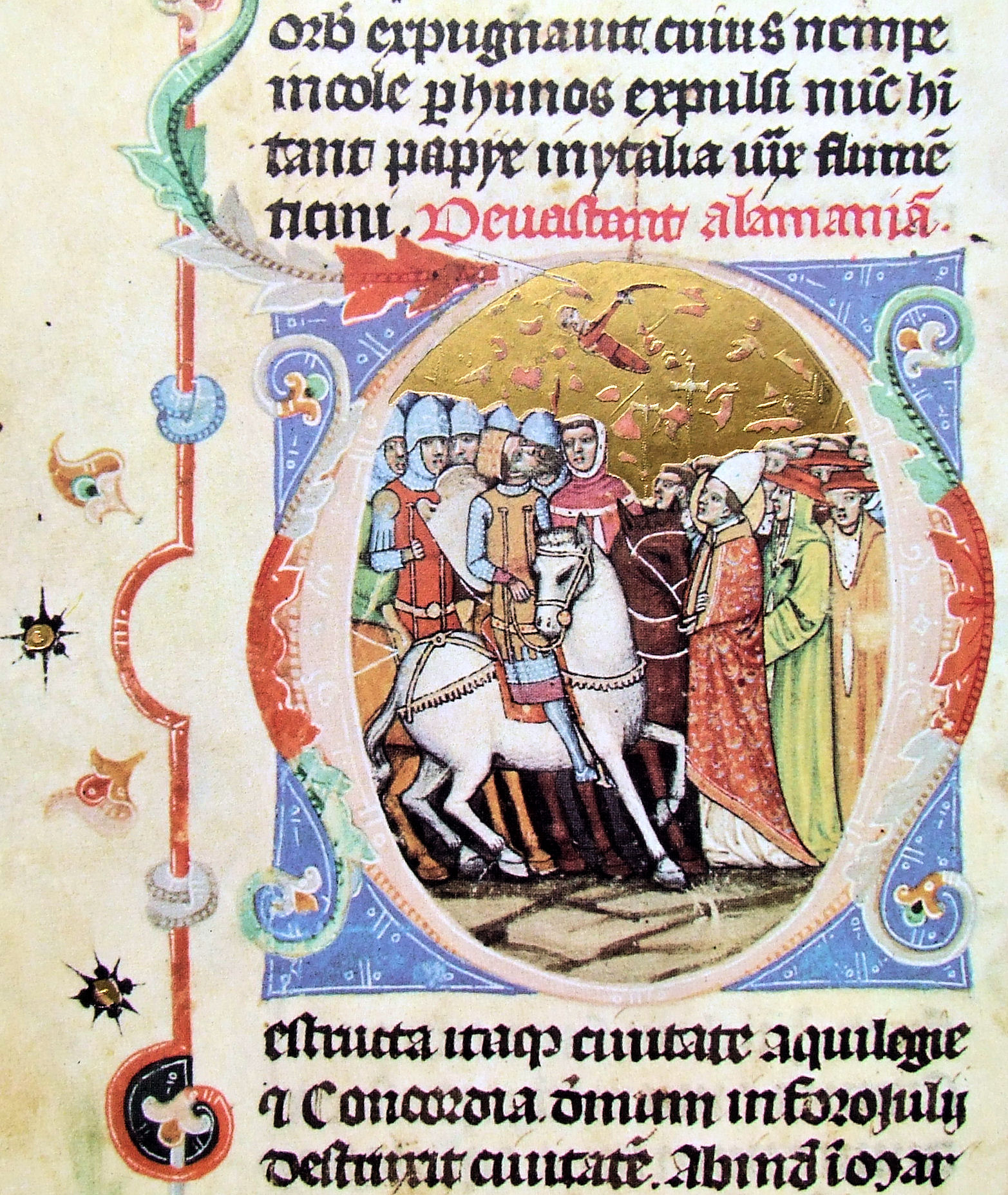
Giáo hoàng Lêô cả gặp Attila được minh hoạ trong một cuốn sách (1358)

Năm 451, Flavius Aetius, Meroves và Theodoricus hiệp lực đánh tan tác quân Hung Nô tại Catalaunica (gần Chalons). Tháng 8/452, vua Hung Nô là Attila (432-453) trở lại Tây Phương. Lần này Attila tiến công nước Ý, quét sạch Bắc Ý, phân tán dân chúng (vì thế người Venezia mới tị nạn qua các đảo và mới nảy sinh ra thành Venezia) phá hải cảng Aquilê. Triều đình sợ quá bỏ thành Ravenna rút về Rôma. Người ta không còn tin vào Aetius nữa. Trong khi đó, các cố vấn da trắng của kẻ xâm lược là Oreste, người La Mã và Onégèse người Hy Lạp, thúc đẩy Attila tiến công Rôma.

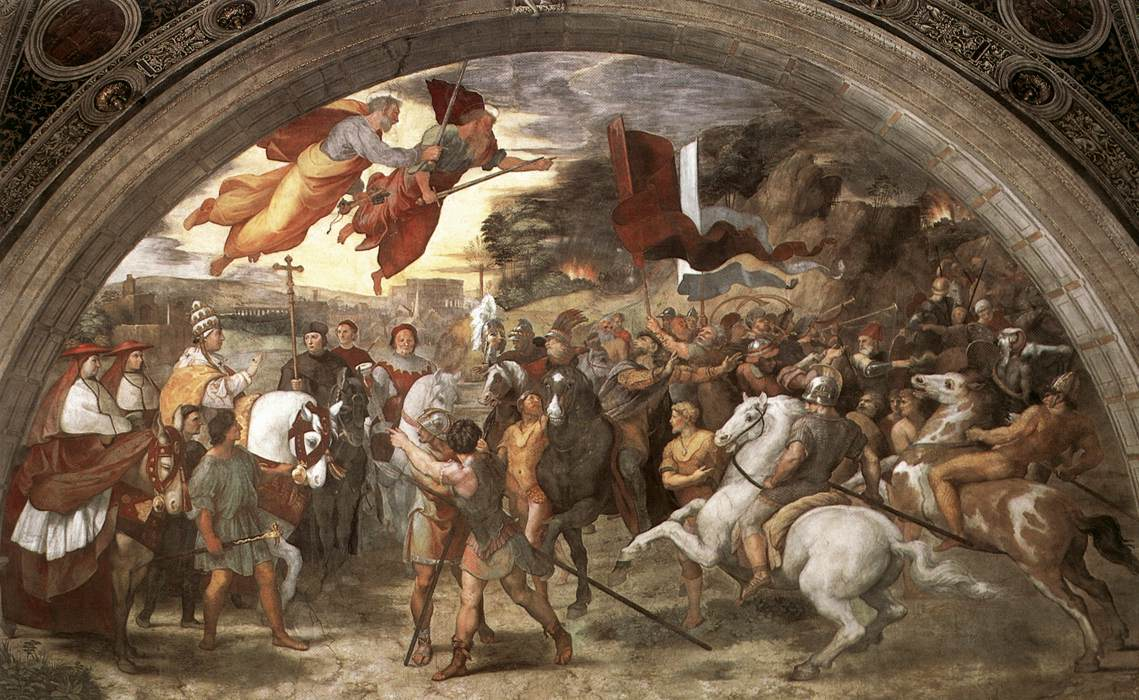
Cuộc gặp gỡ của Giáo hoàng Lêô I với Attila, vua người Hung bên ngoài thành La Mã, trên trời là hai vị thánh Phêrô và Phaolô, Tranh được vẽ bởi Raphael

Truyền thuyết kể lại rằng khi gần tới Rôma (ở Minciô) Attila thấy, trong một đám mây bụi vàng, một đám rước kỳ lạ đang tiến lên. Các linh mục Kitô giáo mặc áo lễ, các tu sĩ mặc áo dòng, một đám đông phó tế và ca đoàn mang thánh giá, cớ phướn, lắc các bình hương vàng lóng lánh dưới ánh mặt trời, chầm chậm tiến đến đón ông trong tiếng hát thánh thi và thánh vịnh trầm bổng, đối đáp. Giữa đám rước là một cụ già, râu bạc ngồi trên lưng ngựa cầu nguyện. Attila phóng ngựa về phía dòng sông, cho ngựa bước xuống sông và dừng lại trên một cồn cát. Đoàn đại biểu kỳ lạ đợi ở bờ sông bên kia. Attila hét to hỏi cụ già: "Tên ông là gì?" –"Lêô Giáo hoàng". Tiếng hát ngừng bặt. Attila do dự, rồi lại cho ngựa bước xuống nước, tới bờ sông. Và Đức Giáo hoàng đến trước mặt ông... Giáo hoàng đã yêu cầu Attila rút quân đổi lấy việc triều cống. Attila đồng ý, nhờ đó Rôma mới thoát khỏi cảnh tàn phá. Tuy nhiên chúng ta cũng cần lưu ý đến tác động của hoàng đế Marcianô trên vùng hậu cứ quân Hung Nô.
Người ta không biết Giáo hoàng Lêô đã lấy lý lẽ gì để thuyết phục Attila? Ông có nhắc lại số phận thê thảm của Alaric, sau khi xúc phạm đến Thành không? Tương truyền những người đương thời bảo rằng: năm ngoái Đức Giám mục Loupus (sói) đã thành công ở Troyes, năm nay uy tín của Đức Giáo hoàng Lêô (Sư Tử) thành Rôma cũng không kém! Thực tế không ai biết được cuộc đối thoại giữa hai nhân vật ấy bao giờ. Chỉ biết, sau khi hoàn thành sứ mạng trao phó, Giáo hoàng Lêô trở lại gặp hoàng đế Valentinianô III, người đã nói: 
"Chúng ta hãy tạ ơn Thiên Chúa, vì Người đã cứu chúng ta khỏi cảnh nguy khốn lớn".
Nhưng huyền thoại lại muốn rằng, trong khi Giáo hoàng Lêô nói với Attila thì vị vua này thấy sau lưng người một người mặc áo trắng như một linh mục cầm gươm doạ mình. Có người bảo nhân vật ấy là một thiên sứ, người khác nói là thánh Phêrô, người khác nữa lại cho là thánh Phaolô. Huyền thoại này người đương thời hoàn toàn không hay biết, nó chỉ xuất hiện vào thế kỷ IX–X và đến thế kỷ XIII được Giacôbê đệ Vôraginô ghi vào Huyền Thoại Vàng. Chính huyền thoại này đã cảm hứng Raphaêlô vẽ bức hoạ nổi tiếng ở Vaticanô.

### Thuyết phục quân Vandale
Quân Vandale, sau một thời gian chiếm đóng Tây Ban Nha dưới quyền chỉ huy của Gensericus (Gensêricô) (428-477) vượt xuống Phi châu năm 428. Năm 455, quân Vandale đổ bộ lên nước Ý và chiếm Rôma. Valentinianô, đến phiên ông ta bị giết bởi tay người phục thù cho Aetius. Pêtrôniô Maximô lên thay thế cũng bị nhân dân phẫn nộ. Giáo hoàng Lêô I đã đứng ra can thiệp với Gensêricô để không đốt Thành, không tra tấn dân chúng, nhưng ông không thể cản được 14 ngày cướp phá... Hành động của ông không phải chỉ để bảo vệ hàng giáo sĩ khi ông đi ra gặp thủ lĩnh của những kẻ xăm lăng để thương thuyết ngừng tấn công, mà còn tránh cho thành Rôma và các đền thờ thánh Phêrô, thánh Phaolô, thánh Gioan có đầy dân chúng ẩn náu không bị đốt cháy và tàn phá.

## Khẳng định quyền của Rôma
Trong triều đại của mình, Giáo hoàng Lêô I luôn khẳng định và nâng cao vị thế của Rôma cũng như của người đứng đầu Giáo hội. Ông nhận rằng Đức Chúa Trời đã chỉ định mình làm Tổng chủ giáo của hết thảy Giám mục, và hoàng đế Valentinien III đã nhìn nhận điều đó (năm 445). Ông đã đề cao quyền của Rôma tại xứ Gaule, Tây Ban Nha và Phi Châu và khẳng định rằng quyền tối thượng của Giáo hoàng dựa trên Thánh Kinh do Thiên Chúa trao ban. Một số Giám mục hơi độc lập quá thì bị ông "uốn nắn" lại như thánh Hilarô thành Arles, Giám mục thành Thessalônica...; Thượng phụ Constantinopolis tỏ ra có những tham vọng khả dĩ đe doạ thượng quyền La Mã liền bị Giáo hoàng Lêô phản đối, dù vị này dựa một công đồng và vào hoàng đế của mình.
Ông đã can thiệp vào việc mừng lễ Phục Sinh, bị lộn xộn trở lại, công đồng Nicêa đã chấm dứt cuộc tranh chấp về việc này bằng cách kết án vĩnh viễn những người chủ trương mừng lễ Phục Sinh chung với lễ Vượt Qua của người Do Thái ngày 14 tháng Nisan và đã ấn định lễ này vào Chúa Nhật sau trăng tròn tháng Ba (dương lịch). Giáo phận Alexanđria được phân công phụ trách ghi nhận quyết định này. Giữa thế kỷ V, đó đây người ta bắt đầu hoài nghi về cách tính toán của người Alexanđria. Ông được coi là "Người Tổ chức Giáo hoàng Chế Lịch sử". Trong một bức thư đề ngày 10/ 8/446 gửi các Giám mục Phi Châu, ông viết: 
"Rôma ban những lời giải đáp cho các trường hợp mà người ta trình lên, những lời giải đáp ấy là những phán quyết...".

## Các tác phẩm
Lêô I là vị Giáo hoàng đầu tiên mà chúng ta còn giữ được những bài giảng mà ông ngỏ lời với dân chúng trong những buổi cử hành phụng vụ. Bài giảng của ông còn giữ được 96 bài bằng ngôn ngữ Latinh rất và 143 lá thư. Hầu hết đều là những tài liệu về tín lý, kỷ luật và lịch sử. Trong bài giảng (64, 1-2) về lễ Phục sinh được cử hành trong mọi lúc "không phải như là cái gì đã qua, nhưng như là biến cố hiện tại". Giáo hoàng nhấn mạnh: tất cả thuộc một chương trình chính xác: như Đấng Tạo Hóa đã khiến cho con người được nhào nặn bằng bùn đất trở thành sống động với hơi thở của sự sống lý trí, cũng thế sau tội nguyên tổ, Thiên Chúa đã gửi Con mình xuống thế gian để tái tạo cho con người phẩm giá đã mất và phá hủy ách thống trị của ma quỷ qua sự sống mới của ơn thánh. "Thầy là Đức Kitô Con Thiên Chúa hằng sống". Đức Kitô là Thiên Chúa và là Người thật, "Ngài không xa lạ với nhân loại nhưng khác hẳn với tội lỗi" (Bài giảng, số 64).
Các tác phẩm dù thiếu cơ sở triết học và văn hoá (ông không biết tiếng Hy Lạp) nhưng rất hay, như Quyển gửi Flavianô quan trọng về tín lý. Có lẽ do ảnh hưởng của ông, người ta đã soạn thảo cuốn Sách Lễ đầu tiên, sách này vào thế kỷ sau được soạn thảo lại nhiều ít nhưng vẫn được gọi là Sách Các Phép của thánh Lêô.
Lêô I được gán cho là tác giả của cuốn Sacramentarium; quyển này cũng được gọi là Sacramentarium Leonianum Veronesae, vì được tìm thấy ở Veronese. Người ta gán cho Lêô I là tác giả nhưng có lẽ đây là một tập sưu tập của một cá nhân nào đó mà thôi. Hiện tại còn 139 trang ghi những lời kinh nguyện về thánh lễ:kinh cầu nguyện, kinh dâng lễ, rước lễ, oratio super populum; cộng với một ít nghi lễ. Ngoài ra còn có phần Consecratio Episcoporum, presbyteri, Benedicto super diaconos, Benedictio fontis...
Ở Rôma, Giáo hoàng thường ra khỏi điện Latêranô, để lo đến những cảnh khốn cùng, dựng lại những đổ nát, đào bới các Hang Toại Đạo, phân phát thóc lúa khi có nạn đói. Ở Ý, ông đòi đòi các ứng viên Giám mục phải có đủ điều kiện, quản trị tài sản Giáo hội, định ngày Rửa Tội. Ông chống lại các mê tín dị đoan và hoạt động của các nhóm lạc giáo Manikê và gắn liền phụng vụ với cuộc sống thường ngày của tín hữu: ví dụ như kết hiệp ăn chay với bác ái và bố thí, đặc biệt trong bốn mùa ghi dấu thời tiết thay đổi.

## Qua đời
Giáo hoàng Lêô I qua đời ngày 10/11/461. Ông được chôn cất tại Vương cung thánh đường thánh Phêrô. Năm 668, Giáo hoàng Sergiô I dựng bia mộ người, đã viết: "Người vẫn còn canh thức, kẻo chó sói hằng luôn rình rập, xông vào cắn xé đoàn chiên". Giáo hoàng Biển Đức XIV đã tuyên xưng Thánh Giáo hoàng Lêô I là Tiến sĩ Hội Thánh ngày 15 tháng 10 năm 1754. Ông được giáo hội kính nhớ vào ngày 10 tháng 11.
| “                                                             | Ý thức được giai đoạn lịch sử trong đó người đang sống và sự chuyển tiếp đang xảy ra trong một thời đại khủng hoảng nặng - từ Rôma ngoại giáo sang Rôma Kitô - Đức Leo Cả biết gần gũi với dân chúng và tín hữu với hoạt động mục vụ và lời giảng dạy. Người linh hoạt tình bác ái tại Rôma bị thử thách vì đói kém, vì số người tị nạn tuốn về, vì bất công và nghèo túng. Người chống lại các mê tín dị đoan và hoạt động của các nhóm lạc giáo Manicheo. Người gắn liền phụng vụ với cuộc sống thường ngày của tín hữu: kết hiệp ăn chay với bác ái và bố thí, đặc biệt trong bốn mùa ghi dấu thời tiết thay đổi. Đặc biệt Đức Leo Cả dậy cho tín hữu biết rằng phụng vụ Kitô không phải là việc nhớ lại các biến cố quá khứ, mà là hiện tại hóa các thực tại vô hình hoạt động trong cuộc sống của từng người. | ” |
| — Bài giảng của giáo hoàng Biển Đức XVI, Sáng thứ tư 5-3-2008 | |   |